# 食為奴
《食為奴》（英語：Gilded Chopsticks），香港電視廣播有限公司清裝電視劇，是由王祖藍、萬綺雯及黃智賢領銜主演，並由胡定欣、張繼聰、何雁詩、蔣志光、林盛斌、陳國邦及岳華聯合演出，監製黃偉聲。

## 演員表

### 大清皇族
| 演員   | 角色   | 暱稱／關係 |
| 岳 華  | 玄 燁  | 康熙帝→先帝（清聖祖） 德妃之夫 眾阿哥之父 於第13集被胤禟強逼灌人參湯後猝逝 |
| 呂 珊  | 德 妃  | 德妃→皇太后 表面大公無私，其實是偏袒之人 康熙帝之妃 居於慈寧宮 胤禛、胤禵之母 針對紀慕雪，一心置其於死地 |
| 陳國邦 | 胤 礽  | 太子→廢太子 太子黨之首 康熙帝次子 居於毓慶宮 胤禛同父異母之兄，但不和 與錢德才，索額圖勾結 胤禩、胤禟、胤誐、胤禵同父異母之兄，但不和，後反目成仇 |
| 黃智賢 | 胤 禛  | 四貝勒→雍親王→雍正帝（清世宗） 四王黨之首 康熙帝之第四子、德妃之長子 居於養心殿 胤禵之兄，但不和，後反目成仇 胤礽同父異母之弟，但不和 胤禩、胤禟、胤䄉同父異母之兄，但不和，後反目成仇 年若碧、佟佳氏之夫 鍾情紀慕雪 高天寶之好友 於第10集與高天寶合力殺害索額圖 於第14集繼承帝位，改元雍正 於第24集假裝囚禁和閹割高天寶 於第25集假裝中毒身亡，並與高天寶合謀揭發胤禩陰謀                                                                                 |
| 胡定欣 | 年若碧 | 年妃→華貴妃 雍正帝之妃 居於雨花閣 年羹堯之妹 與高天寶相戀 被佟佳氏陷害 於第19集被迫嫁給雍正帝而成為其妃 於第23集与皇上发生关系后懷孕並晉封貴妃，後被佟佳氏陷害與高天寶有染 於第24集流產後患上失智症 於第25集使用娃娃治療介入然後康復 |
| 李佳芯 | 佟佳氏 | 爾妃→麗貴妃 雍正帝之妃 居於春禧殿 隆科多之姪孫女並與其勾結 陷害年若碧、紀慕雪 與郝德勝，胤禩勾結 於第20集假裝與紀慕雪爭執並鎅破她的刺繡，後故意滑倒並陷害紀慕雪推倒自己 於第22集栽贓陷害紀慕雪使用厭勝之術 於第23集晉為麗貴妃 於第23集指使小秀設計年若碧失足滑倒，後被小桃壓倒 於第23集設計迷暈年若碧與高天寶，後陷害他們有染 於第24集指使郝德勝用年羹堯被殺的消息刺激年若碧導致她流產 於第25集被捉拿並押入天牢，被胤禛交代將與郝德勝及隆科多一併斬首示眾 |
| 張繼聰 | 胤 禩  | 八貝勒→廉親王 八王黨之首 康熙帝之第八子 胤禟、胤誐、胤禵同父異母之兄 與隆科多，郝德勝，佟佳氏勾結 胤礽、胤禛同父異母之弟，但不和，後反目成仇 與紀慕雪相戀，並利用她，後反目，最後和好 於第17集假裝出家，法號「空明」 於第22集刺殺雍正未遂 於第25集囚禁紀慕雪、米小魚，並意圖買凶高天寶毒殺胤禛來篡位，但被高天寶與胤禛合謀揭發而篡位失敗，後自殺身亡 |
| 黃建東 | 胤 禟  | 九阿哥 性格最為扭曲，所有毒害殺人之事都係由佢所做，包括殺害自己皇阿瑪 康熙帝之第九子 胤礽、胤禛同父異母之弟，但不和，後反目成仇 胤禩同父異母之弟 胤誐、胤禵同父異母之兄 |
| 高鈞賢 | 胤 䄉  | 十阿哥 與胤禟互相包庇，為人口賤，經常煽風點火，加害其他人 康熙之第十子 胤礽、胤禛同父異母之弟，但不和，後反目成仇 胤禩、胤禟同父異母之弟 胤禵同父異母之兄 |
| 張振朗 | 胤 禵  | 十四阿哥 御林軍统領 康熙之帝第十四子、德妃之幼子 胤禛之弟，但不和，後反目成仇 胤礽同父異母之弟，但不和，後反目成仇 胤禩、胤禟、胤誐同父異母之弟 |

### 御茶膳房
| 演員           | 角色   | 暱稱／關係 |
| 鄧英敏         | 楊 喜  | 前御茶膳房尚膳正 於第2集因輕敵而敗給文松五郎，後遭胤礽極刑處置 |
| 林盛斌         | 蔡鶴亭 | 撚手小菜 御茶膳房尚膳正→厨役→御茶膳房尚膳正 與高天寶、米小魚、李衛不和，後化敵為友 邱六藝之徒弟 於第18集出賣高天寶、年若碧、李衛、小桃，差點害死李衛 |
| 王祖藍         | 高天寶 | 天寶少爺（李衛專稱） 庖長→御茶膳房副尚膳→御茶膳房尚膳正 食廬老闆 與年若碧相戀 米小魚之徒弟，後為其夫 胤禛、李衞，鄔思道，紀慕雪之好友 胤禟之天敵 與蔡鶴亭、曾勝不和，後化敵為友 麥桂之徒弟 被年羹堯針對及看不起，後反目，最後和好 於第3集成米小魚徒弟 於第10集與胤禛合力殺害索額圖 於第17集成為麥桂之徒弟 於第23集被佟佳氏陷害與年若碧有染 於第24集被雍正安排假裝閹割 於第25集假裝毒殺胤禛，然後與胤禛合謀揭發胤禩陰謀，後與米小魚出宮並成親 |
| 何雁詩         | 米小魚 | 庖長→御前庖長→御茶膳房副尚膳→暫代尚膳正 尋味居老闆 麥桂之女 李衛之好友 高天寶之師父，後為其妻 與蔡鶴亭、曾勝不和，後化敵為友 於第25集被胤禩囚禁，被獲救，後與高天寶出宮，最後誕下其子 |
| 張漢斌         | 曾 勝  | 庖長→廚役 與高天寶、米小魚、李衛不和，後化敵為友 |
| 胡諾言         | 李 衛  | 廚役 高天寶之家僕→四品大官 高天寶、米小魚之好友 與小桃有感情線 與蔡鶴亭、曾勝不和，後化敵為友 |
| 蕭徽勇（壯年） | 麥 桂  | 五味大師 化名老馮於御茶膳房工作 天下第一廚神 高天寶之師父 米小魚之父 與蔡鶴亭，曾勝不和，後化敵為友 於第17集成為高天寶之師父 於第24集在蔡鶴亭和米小魚面前自斷拇指，後出宮 |
| 秦 煌          | 麥 桂  | 五味大師 化名老馮於御茶膳房工作 天下第一廚神 高天寶之師父 米小魚之父 與蔡鶴亭，曾勝不和，後化敵為友 於第17集成為高天寶之師父 於第24集在蔡鶴亭和米小魚面前自斷拇指，後出宮 |
| 何偉業         | 小福子 | 廚役 高天寶、米小魚、李衛，小福子之好友 與蔡鶴亭、曾勝不和，後化敵為友 |
| 鄭家俊         | 小祿子 | 廚役 高天寶、米小魚、李衛，小祿子之好友 與蔡鶴亭、曾勝不和，後化敵為友 |

### 八王黨
| 演員   | 角色   | 暱稱／關係 |
| 張繼聰 | 胤 禩  | 八貝勒→廉親王 八王黨之首 參見大清皇族 |
| 黃建東 | 胤 禟  | 九阿哥 參見大清皇族 |
| 高鈞賢 | 胤 䄉  | 十阿哥 參見大清皇族 |
| 張振朗 | 胤 禎  | 十四阿哥 參見大清皇族 |
| 李佳芯 | 佟佳氏 | 爾妃→麗貴妃 雍正帝之妃 居於春禧殿 參見大清皇族 |
| 陳榮峻 | 郝德勝 | 內務府總管太監 與胤禩，佟佳氏，隆科多勾結 於第23集被佟佳氏收買陷害年若碧與高天寶 於第24集與隆科多合謀殺害年羹堯 於第25集被捉拿並押入天牢，被胤禛交代將與佟佳氏及隆科多一拼斬首示眾 |
| 余子明 | 李德全 | 康熙之近身太監 與八王黨勾結 於第13集對康熙帝見死不救 於第14集畏罪自殺 |
| 萬綺雯 | 紀慕雪 | 原名戴慕雪 街頭賣武女子 參見紀家 |

### 太子黨
| 演員   | 角色   | 暱稱／關係                                                                 |
| 陳國邦 | 胤 礽  | 太子→廢太子、二阿哥 太子黨之首 參見大清皇族                                |
| 王俊棠 | 索額圖 | 大臣 胤礽之舅父 於第6集唆使胤礽發動政變逼宮 於第10集被胤禛與高天寶合力殺害 |
| 張國強 | 錢德才 | 山東巡撫 錢德全之兄 與胤礽勾結 於第4集被胤礽毒殺身亡                       |
| 許家傑 | 錢德全 | 錢德才之弟 於第6集嚴重燒傷去世                                             |

### 四王黨
| 演員   | 角色     | 暱稱／關係 |
| 黃智賢 | 胤 禛    | 四貝勒→雍親王→雍正帝（清世宗） 四王黨之首 參見大清皇族 |
| 王祖藍 | 高天寶   | 天寶少爺（李衛專稱） 庖長→御茶膳房副尚膳→御茶膳房尚膳正 參見御茶膳房 |
| 李家聲 | 納蘭馮鷹 | 胤禛之御前侍→御前一品带刀侍卫 於第12集被胤䄉掌摑 |
| 蔣志光 | 鄔思道   | 大夫→胤禛謀士 高天寶、李衛、米小魚之好友 與紀秋菊有曖昧關係 於第1集算到高天寶會因食為奴 於第14集成功使胤禛繼承帝位 於第22集為了退隱而自廢一腿 於第22-24集安排紀慕雪假死 |
| 歐瑞偉 | 年羹堯   | 字亮工 京城門千總→胤禛之副將→驃騎大將軍→守城小卒 參見年家 |

### 紀家
| 演員   | 角色   | 暱稱／關係 |
| 吳香倫 | 紀秋菊 | 紀慕雪之養母 與鄔思道有曖昧關係 |
| 萬綺雯 | 紀慕雪 | 原名戴慕雪 街頭賣武女子 南山案受害者之遺裔 紀秋菊之養女 鄔思道之徒弟 與胤禩相戀，被其利用，後反目，最後和好 被德妃針對 被佟佳氏陷害 高天寶之好友 於第12集刺殺康熙未遂 於第20集被佟佳氏出言挑釁，後被她鎅破刺繡並發生爭執，後不小心地推倒她而被太后指使的郝德勝掌嘴 於第21集險被德爾尼額暗殺 於第22集被佟佳氏栽贓陷害施行厭勝之術而被太后下旨到佛寺抄經 於第22集被太后以剿滅八王黨之名處死未遂 於第22-24集被鄔思道安排假死 於第25集被胤禩囚禁，後獲救 |

### 年家
| 演員   | 角色   | 暱稱／關係 |
| 歐瑞偉 | 年羹堯 | 年將軍，亮工 京城門千總→胤禛之副將→驃騎大將軍→守城小卒 年若碧之兄 隆科多之天敵 針對並看不起高天寶，後反目，最後和好 於第18-19集為了自己可以攀上皇權而犧牲自己的妹妹年若碧的幸福將其嫁給雍正帝 於第24集被郝德勝及隆科多合謀殺害 |
| 胡定欣 | 年若碧 | 年羹堯之妹 參見大清皇族 |
| 小 寶  | 小 桃  | 年若碧之近身婢女 高天寶、米小魚之好友 與李衛有感情線 |

### 其他演員
| 演員   | 角色       | 暱稱／關係                                                                                      |
| 洋     | 張廷玉     | 大臣                                                                                            |
| 陳狄克 | 戶部尚書   | 大臣                                                                                            |
| 李海生 | 禮部尚書   | 大臣                                                                                            |
| 李岡龍 | 吏部尚書   | 大臣                                                                                            |
| 黄得生 | 小安子     | 胤禛之近身太監                                                                                  |
| 黄柏文 | 隆科多     | 定远大将军兼任九门提督 於第25集被捉拿並押入天牢,被胤禛交代將與佟佳氏及郝德勝一拼斬首示眾        |
| 李家鼎 | 傑 書      | 康親王 鐵帽子王 於第14集宣布胤禛繼帝皇位                                                        |
| 金 剛  | 文松五郎   | 淫蟲五郎 (高天寶專稱) 東瀛廚神 於第3集刀工比賽中落敗於米小魚 於第21集刀工比賽中再次落敗於米小魚 |
| 楊證樺 | 田原秀吉   | 東瀛使節                                                                                        |
| 安德尊 | 趙容海     | 食評家 朝鮮使節                                                                                 |
| 雪 妮  | 宮 女      | 坤寧宮掌事姑姑 被麥桂暗戀                                                                       |
| 何啟南 | 凌 普      | 八旗子弟 於第9集率八旗子弟在京城中搗亂，最後因與胤禛決鬥落敗而被關押                            |
| 李旻芳 | 凌普妾侍   | 協助凌普在京城中搗亂                                                                            |
| 易宇航 | 意大利使者 | 於第11集與俄羅斯及天竺國使者一起拜訪清廷，獲康熙帝設宴款待                                      |
| 關 菁  | 老 胡      | 尚膳副 為替戴名世報仇而落毒欲殺康熙，但失敗 向胤禛說出實情後，跳崖自盡                          |
| 王維德 | 張五哥     |                                                                                                 |
| 雪妮   | 宮女       |                                                                                                 |

## 收視
以下為本劇於香港無綫電視翡翠台、高清翡翠台之收視紀錄：
| 週次 | 集數   | 日期                   | 平均收視 | 最高收視 |
| 1    | 01－05 | 2014年2月10日－2月14日 | 32點     | 32點     |
| 2    | 06－10 | 2014年2月17日－2月21日 | 29點     | 30點     |
| 3    | 11－15 | 2014年2月24日－2月28日 | 32點     | 32點     |
| 4    | 16－20 | 2014年3月3日－3月7日   | 32點     | 32點     |
| 5    | 21－25 | 2014年3月10日－3月14日 | 30點     | 32點     |
| 全劇 | 全劇   | 全劇                   | 31點[*]  | 32點     |

^ 全劇平均收視31點,為全年收視率第一。

## 獎項

### 星和無綫電視大獎2014
| 獎項                    | 獲奬單位         |
| ----------------------- | ---------------- |
| 「我最愛TVB電視男角色」 | 王祖藍（高天寶） |

## 記事
- 於2013無綫節目巡禮中，本劇巡禮片演員包括：林峯、陳法拉、吳卓羲、胡定欣、陳敏之、謝雪心、王浩信及袁偉豪等。

- 2012年12月29日：林峯以剃頭影響工作辭演，男主角之位懸空。[2]陳法拉與無綫合約完畢亦未能參演該劇。[3]

- 2013年1月12日：監製黃偉聲曾邀請鍾嘉欣擔任女主角，與螢幕情侶林峯再度合演，惜鍾嘉欣因拍攝《巨輪》後已請假兩個月回加拿大休息辭演，女主角之位再度懸空。[4]而原定第二男主角吳卓羲亦以請假到三月底為由，辭演該劇。

- 2013年1月24日：監製黃偉聲安排王祖藍擔任劇中原為吳卓羲的角色，飾演一名周旋於皇帝身邊的詼諧御廚。[5]由於《老表，你好嘢！》迴響甚佳，萬綺雯亦獲安排頂上該劇的第一女主角。[6]

- 2013年1月26日：由黃智賢擔任劇中第一男主角（原本為郭晉安的角色，但由於在另一劇集《舌劍上的公堂》擔正男一而且兩劇同時拍攝，所以才改由黃智賢參演），飾演雍正帝，該劇後來全劇大換血，劇本亦重新構思，其他演員與《老表，你好嘢！》雷同，包括﹕王祖藍、萬綺雯、張繼聰、林盛斌等。[7]

- 2013年2月2日：胡定欣確認出演該劇擔任第二女主角，是唯一一位巡禮片演員參與該劇。[8]

### 拍攝
- 2013年2月26日：此劇於中午12:30在將軍澳電視廣播城一廠灰位舉行造型記者會。[9]
- 2013年4月19日：此劇於中午14:00在將軍澳電視廣播城一廠灰位舉行開鏡拜神。[10]
- 2014年2月6日：此劇於13:00在油塘大本型商場地下中庭舉行「"宮"祝大家壽與天齊」宣傳活動。[11]
- 2014年2月14日：此劇於14:30在鑽石山荷里活廣場舉行「元宵情人『緣』美之約」宣傳活動。[12]
- 2014年2月25日：此劇於12:00在灣仔告士打道安邦商業大廈舉行「御廚獻技『嚐』歡宴」宣傳活動。[13]
- 2014年3月9日：此劇於14:30在尖沙咀天星碼頭舉行「『包』你歡喜˙感謝支持」宣傳活動。[14]

## 歷史出入及穿崩情節

### 歷史出入

#### 第一集
- 第一集中，眾皇子們幫康熙過六十五歲大壽，康熙八歲登基，當年應是康熙五十七年，但太子胤礽早已於康熙五十一年被第二次廢黜幽禁於咸安宮，不應該在當時出現。
- 第一集中以食物砌成的大清疆域圖，形狀卻是中华人民共和国的「雄雞」形疆域，缺少了外東北、外蒙古等於清朝中葉及民國初年後才被割讓的領土。
- 劇情描述，李衛先為高天寶之家奴，後來才為胤禛所用，但歷史上李衛早於康熙五十六年捐資為兵部員外郎。

#### 第二集
- 第二集中出現穿著西洋軍服的東瀛使節，但此等服飾要到明治維新後才出現，而明治維新以後的日本使節，亦只會穿著燕尾服等西式禮服而非軍服出使他國。
- 康熙年間日本正處於江户时代，當時江戶幕府實行鎖國政策，不可能派使節至清朝。
- 日本使節取名為田原秀吉，屬政治不正確，因為豐臣家早已被德川氏滅亡，秀吉乃丰臣秀吉的名字，幕府官員不會取名為秀吉。
- 第二集中出現高麗使節，但早於明朝洪武年間高麗因李成桂發動的政變而亡，當時朝鮮半島是李成桂稱王後建立的朝鮮。

#### 第四集
- 第四集中年羹堯之妹（即年妃）招親，而年妃於雍正帝即位後的第十八集入宮，但歷史上年妃已於康熙五十四年為胤禛誕下女兒（皇四女）。
- 第四集中胤礽在太子府天牢中和钱德才谈话时，称钱德才为「大人」，不符合宫廷礼仪。剧中多次出现这样的错误。

#### 第六集
- 第六集中太子胤礽称呼索额图为舅舅，但历史事实是太子胤礽的生母孝诚仁皇后是索额图的侄女，亦即太子是索额图的外侄孙。

#### 第七集
- 郝公公向高天宝等人介绍，坤宁宫是各宫妃嫔居住的地方，但事实是各宫妃嫔居住在东西六宫[15]，坤宁宫本是皇后住所，康熙十七年孝昭仁皇后去世之后，再无皇后居住。

#### 第九集
- 第九集中胤禛稱呼德妃為「皇額娘」，但當時德妃並非皇后亦未被封為太后，因此應稱作額娘。只有皇后和太后才有資格被稱為「皇額娘」。

#### 第十集
- 第十集胤禛殺索額圖，受封雍親王，但索額圖死於康熙四十二年；而胤禛受封雍親王於康熙四十八年，歷史上索額圖也不是由胤禛所殺。

#### 第十三集
- 第十三集隆科多在關外被康熙召回北京，但歷史上康熙病重時，除隆科多一人隨侍康熙身邊外，所有內外大臣均不得見，因而得其臨終囑託。
- 康親王傑書死於康熙三十六年，比康熙早死約二十五年之久。但劇中康熙駕崩後卻能出現並主持大局，當時康親王應為其孫崇安。
- 歷史上胤禵在康熙病重至駕崩時在征討策妄阿喇布坦，不在北京；劇中胤禵卻在北京欲發動政變。
- 歷史上康熙是病死的，但劇中康熙被胤禟殺害。
- 劇集中康熙帝駕崩後，德妃被尊為皇太后。但根據歷史，德妃還來不及晉為太后便去世了。

#### 第十四集
- 第十四集胤禟在雍正即位後被關進宗人府，但歷史上胤禟在雍正四年才和胤禩一同被開除宗室籍，胤禟改名塞思黑，胤禩改名阿其那。
- 畫面出現的大清國黃龍旗於同治年間所定，雍正年間無用國旗，只用八旗旗號。

#### 第十八集
- 皇太后曾向雍正帝提及「皇上已過適婚之齡，而仍未選妃。」一語，實際上雍正帝在未即位以前已經有正室與側室，亦已經生下三阿哥弘時、四阿哥弘曆(乾隆帝)等後代。

#### 第十九集
- 年妃於雍正元年封為年貴妃，而不是年妃。

#### 第二十三集
- 年妃晉封為華貴妃，而年妃沒有「華」這個封號。

#### 第二十四集
- 年羹堯在歷史上是被雍正以九十二條大罪賜死，並非被隆科多殺死。
- 年妃於康熙末年至雍正初年為雍正最得寵的妃子，雍正甚至因年妃而延遲處死她大哥年羹堯，唯於雍正三年病死，其後年羹堯被雍正賜死；而劇中年羹堯比年妃早死。

#### 第二十五集
- 胤禩在歷史上是在天牢裏因病吐血而死，並非自殺身亡。

### 穿崩情節
- 胤禛送高天寶出宮上馬車時，路面上有窨井蓋。
- 第四集胤禩在街頭救了小女孩免被木頭車撞倒的一幕中，背景有一輛現代客貨車駛過。[16]
- 第十三集首康熙所寫的遺詔，與第十四集高天寶吐出的遺詔字體有異。前者為工整楷書，後者類近少女字體，尤其「禛」字寫得相當不工整。
- 第十六集中，高天寶和米小魚運送軍糧給位於西北打仗的年羹堯後，私自前往當地某個村落，以偷取天山雪蓮來醫治年若碧的失明病。期間，該村的村民正舉行祭祀，但祭祀壇前的檯子上，擺放在上的居然是生於熱帶地區的菠蘿和波羅蜜。西北遠離熱帶地區，一條小村的居民根本沒有可能從老遠的熱帶地區帶回這些生果。
- 於第十六集和第二十集，高天寶和米小魚唱過《一閃一閃亮晶晶》，實際上莫扎特在1778年（乾隆時期）做《小星星變奏曲》，而後於1806年（嘉慶時期）填詞才在西方世界流傳，不應該在雍正時期出現。

## 外部連結
- 食為奴 - myTV SUPER[]

## 電視節目的變遷

### 香港播放
| 香港 無綫電視翡翠台、高清翡翠台 星期一至五 21:30 - 22:30          | 香港 無綫電視翡翠台、高清翡翠台 星期一至五 21:30 - 22:30 | 香港 無綫電視翡翠台、高清翡翠台 星期一至五 21:30 - 22:30 |
| ----------------------------------------------------------------- | -------------------------------------------------------- | -------------------------------------------------------- |
|                                                                   | 食為奴 （2014年2月10日－2014年3月14日）                  |                                                          |
| 新抱喜相逢 （第9-13集） 星期一至五 （2014年2月3日－2014年2月7日） | 叛逃 （2014年3月17日－2014年4月18日）                    |                                                          |

| 香港 無綫電視翡翠台 星期一至五 14:45 - 15:45 | 香港 無綫電視翡翠台 星期一至五 14:45 - 15:45 | 香港 無綫電視翡翠台 星期一至五 14:45 - 15:45 |
| -------------------------------------------- | -------------------------------------------- | -------------------------------------------- |
|                                              | 食為奴 （2016年12月30日－2017年2月7日）      |                                              |
| 守業者 （2016年11月15日－2016年12月29日）    | 九江十二坊 (2017年2月8日－2017年3月15日)     |                                              |

| 香港 無綫電視翡翠台 星期一至五 14:45 - 15:45 | 香港 無綫電視翡翠台 星期一至五 14:45 - 15:45 | 香港 無綫電視翡翠台 星期一至五 14:45 - 15:45 |
| -------------------------------------------- | -------------------------------------------- | -------------------------------------------- |
|                                              | 食為奴 （2023年11月3日－2023年12月7日）      |                                              |
| 師奶股神 （2023年10月4日－2023年11月2日）    | 飛女正傳 （2023年12月8日－2024年1月11日）    |                                              |

### 香港以外地區播放
| 澳洲 TVBJ 20:15 - 21:15                     | 澳洲 TVBJ 20:15 - 21:15                 | 澳洲 TVBJ 20:15 - 21:15 |
| ------------------------------------------- | --------------------------------------- | ----------------------- |
|                                             | 食為奴 （2014年2月13日－2014年3月17日） |                         |
| 新抱喜相逢 （2014年1月21日－2014年2月12日） | 叛逃 （2014年3月18日－2014年4月21日）   |                         |

| 台灣 TVB 8-MOD 星期一至五 20:00 - 21:00          | 台灣 TVB 8-MOD 星期一至五 20:00 - 21:00 | 台灣 TVB 8-MOD 星期一至五 20:00 - 21:00 |
| ------------------------------------------------ | --------------------------------------- | --------------------------------------- |
|                                                  | 食為奴 （2014年5月13日－2014年6月16日） |                                         |
| On Call 36小時II （2014年4月1日－2014年5月12日） | —                                       |                                         |

| 星和娱家戏剧台 劇集首映 星期一至五 20:00 - 21:00 時段 | 星和娱家戏剧台 劇集首映 星期一至五 20:00 - 21:00 時段 | 星和娱家戏剧台 劇集首映 星期一至五 20:00 - 21:00 時段 |
| ----------------------------------------------------- | ----------------------------------------------------- | ----------------------------------------------------- |
|                                                       | 食為奴 （2014年5月23日－2014年6月26日）               |                                                       |
| 新抱喜相逢 （2014年5月2日－2014年5月22日）            | 愛我請留言 （2014年6月27日－2014年7月24日）           |                                                       |

| 台灣 TVBS歡樂台 星期一至五 20:00 - 21:00 7/9、7/10、7/14播出2014世界足球賽 | 台灣 TVBS歡樂台 星期一至五 20:00 - 21:00 7/9、7/10、7/14播出2014世界足球賽 | 台灣 TVBS歡樂台 星期一至五 20:00 - 21:00 7/9、7/10、7/14播出2014世界足球賽 |
| -------------------------------------------------------------------------- | -------------------------------------------------------------------------- | -------------------------------------------------------------------------- |
|                                                                            | 食為奴 (2014年6月25日－2014年8月1日)                                       |                                                                            |
| 天梯 （2014年5月21日－2014年6月24日)                                       | 叛逃 (2014年8月4日－2014年9月5日)                                          |                                                                            |

| 馬來西亞 八度空間 星期一至五 19:00 - 20:00  | 馬來西亞 八度空間 星期一至五 19:00 - 20:00 | 馬來西亞 八度空間 星期一至五 19:00 - 20:00 |
| ------------------------------------------- | ------------------------------------------ | ------------------------------------------ |
|                                             | 食為奴 (2016年1月6日－2016年2月12日)       |                                            |
| 舌劍上的公堂 （2015年12月2日－2016年1月5日) | 寒山潛龍 （2016年2月15日－2016年3月25日）  |                                            |

| 新传媒U频道 星期一至五 22:00 - 23:00     | 新传媒U频道 星期一至五 22:00 - 23:00   | 新传媒U频道 星期一至五 22:00 - 23:00 |
| ---------------------------------------- | -------------------------------------- | ------------------------------------ |
|                                          | 食為奴 （2016年3月3日－2016年4月6日）  |                                      |
| 法網狙擊 （2016年1月25日－2016年3月2日） | 警界線 （2016年4月7日－2016年4月29日） |                                      |

| 马来西亚 千禧经典台 星期一至五 07:04 - 09:04（两集连播） · 2月16日仅播一集 | 马来西亚 千禧经典台 星期一至五 07:04 - 09:04（两集连播） · 2月16日仅播一集 | 马来西亚 千禧经典台 星期一至五 07:04 - 09:04（两集连播） · 2月16日仅播一集 |
| -------------------------------------------------------------------------- | -------------------------------------------------------------------------- | -------------------------------------------------------------------------- |
|                                                                            | 舌尖上的味道：食為奴 （2023年1月31日－2023年2月16日）                      |                                                                            |
| 新抱喜相逢 （2023年1月19日－2023年1月30日）                                | 為食神探 （2023年2月16日－2023年3月2日）                                   |                                                                            |